# همزة نقل
همزة النقل همزة تنقل الفعل من فعل لازم إلى فعل متعد. نحو أخرج الشيءَ متعدي خرج الشيءُ.
ذهب بضع النحويين إلى أن النقل بالهمزة قياس في اللازم سماع في المتعدي.
تكون تعدية الفعل اللازم بالتضعيف كذلك، نحو قولهم فضّل متعدي فضَل.